# コーストマウンテンバス
コーストマウンテンバス（英: Coast Mountain Bus）は、ブリティッシュコロンビア州のメトロバンクーバーにおいてトランスリンクのもと、バス、フェリーを運営する事業者のひとつ。本社をBC州サレー市に置く。

## 歴史
1999年、グレーターバンクーバー地域（現在のメトロバンクーバー）の主導で都市圏の交通事業がBCトランジットからトランスリンクへと一本化されたことに伴い、トランスリンクのもとに路線バスおよび近距離フェリーを運営する団体として組織された。

## 営業
北はノースバンクーバー、南はデルタ、ホワイトロック、東はポートコキットラム、西はリッチモンドまでとバンクーバー都市圏ほぼ全域でのバス事業と、シーバスと呼ばれるバンクーバー市のウォーターフロント駅からロンスデールまでを結ぶ旅客フェリー事業を担っている。
バス事業では都市部から僻村までを網羅する営業区域は非常に広く1800平方キロメートルを網羅し、観光バスは営業していないもののその運行形態も多様で路線バスや急行バス、長距離高速バスなどの路線をもつ。その密度も地域によって大きく異なっており、近距離通勤路線では5分から30分に1本程度の密度で朝から深夜まで運行を行っている。
都心部へ直通する路線では5分以下に1本程度の間隔で運転しており、北米で2番目の規模を誇るトロリーバス網も保有している。これらの路線では定員50人乗り前後のバスを運行しているが、交通量の少ない路線や地方の路線では20人前後のコミュニティバスと呼ばれるマイクロバスも運行している。
一方でアメリカ国境に近いデルタ、ホワイトロックとバンクーバー市ダウンタウンまでは通勤高速バスを運行し、これらは午前に上りのみ、夕刻には下りのみの通勤専用バスである。
また旅客量の多い主要路線では「"B-Line"」の名前をもつ中距離急行バスを運行し、その一部では連節バスでの運行、各バス停での電光掲示板による情報案内、専用レーンを使った3分から15分間隔の継ぎ目のない運行スケジュールなど一般の路線にはないサービスを提供している。既存のB-Line路線の多くはバンクーバーオリンピックに向けて新交通システムの建設による更新が予想されるが、トランスリンクの主導でそれらの竣工までの間にさらなる設備の改善を予定している。
シーバスは全長約12mで早朝より深夜まで15分から30分の頻度で2隻の船によって運航し、2009年までに3隻目の船が就航を予定している。

## 機材

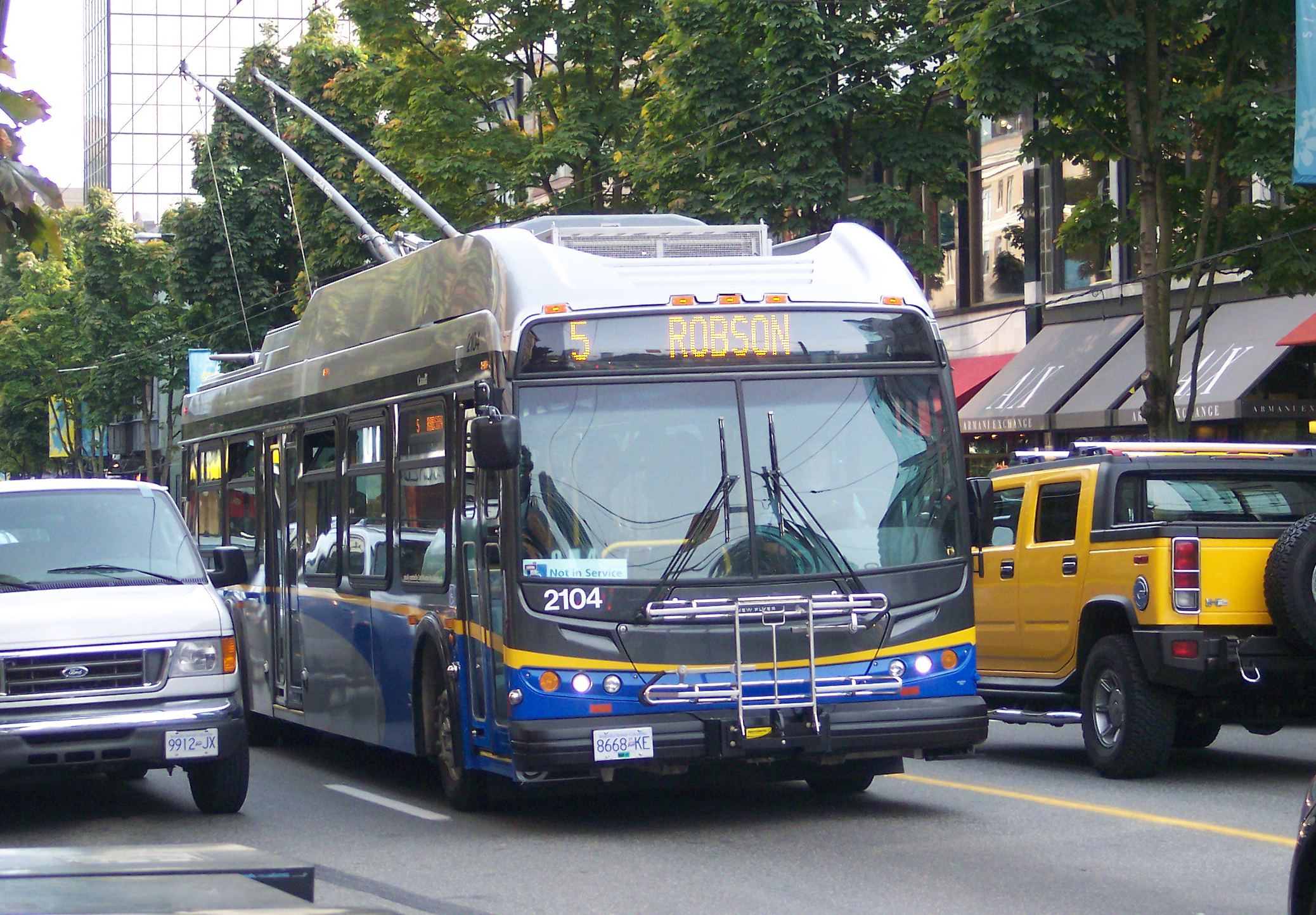
ニューフライヤーE40LFR型トロリーバス。写真は、試験走行中のもの。

車両は主にニューフライヤー製のD40型と低床車D40LF型のディーゼルバスを使用し、通勤ピーク時の都心部および交通量の少ない地区では旧型のモータコーチインダストリー製クラシック型を運用する。連節バスには同じくニューフライヤー製のD60LF型を使用している。トロリーバスではフライヤーE901型とE902型を運行していたが、導入からすでに25年近くが経過していたために更新が行われ、2008年にはほぼ全てが新型車であるニューフライヤー製のE40LFR型（一般バス仕様）及び、E60LFR型（連接バス仕様）へと更新された。更に2008年4月20日をもって、全ての旧型トロリーバスの運行を終了した。またコミュニティバスではフォードEシリーズのバス仕様車及び、GMC製のマイクロバスを使用する。シーバスは最新式レーダーを積んだアルミニウム外装のバラードオッター号とバラードビーバー号を保有し、いずれも定員400人の旅客専用ディーゼルフェリーである